# Pomo del sud-est

Zona on es parlava pomo

Pomo del sud-est, també conegut com a pomo Elem i Nació Koi pomo del baix llac, és una llengua pomo del Nord de Califòrnia. Està severament amenaçada, i va ser parlada històricament al llarg de la costa oriental del llac Clear, al Nord de Califòrnia